# 少女号
少女号は、日本の少女雑誌である。1916年(大正5年)12月に小学新報社より発刊され、背くらべや赤い靴、雀の学校など多くの詩が発表された。
編集人は、清水かつらが務めた。